# Лідвуй (Усолинське сільське поселення)
Лідву́й (рос. Лидвуй, марій. Лидывуй) — присілок у складі Гірськомарійського району Марій Ел, Росія. Входить до складу Усолинського сільського поселення.

## Населення
Населення — 19 осіб (2010; 26 у 2002).
Національний склад (станом на 2002 рік):
- марі — 84 %